# Герб Островів Теркс і Кайкос
Герб Островів Теркс і Кайкос офіційно був прийнятий у 1965 році.
Герб складається зі щита, на якому зображені: черепашка, омар та кактус на жовтому тлі. Підтримують щит фламінго. Гребінь щита — пелікан між двома рослинами сизалю, котрі уособлюють зв'язок острова з виробництвом канатної продукції.